# Pterygoplichthys multiradiatus
Pterygoplichthys multiradiatus és una espècie de peix de la família dels loricàrids i de l'ordre dels siluriformes.

## Morfologia
- Els mascles poden assolir 50 cm de longitud total.[1][2]

## Alimentació
Menja algues, cucs, larves d'insectes i d'altres animals aquàtics bentònics.

## Hàbitat
És un peix d'aigua dolça i de clima tropical (23 °C-27 °C).

## Distribució geogràfica
Es troba a Amèrica: conca del riu Orinoco i l'Argentina. Ha estat introduït a Taiwan i els Estats Units (incloent-hi les Hawaii).